# Grand procès de Mons
Le Grand procès de Mons est un procès militaire allemand qui s'est déroulé à Mons, du 29 février au 1er mars 1916 et durant lequel 39 personnes furent poursuivies pour leur participation au réseau de renseignement ferroviaire Carlot-Louis. Neuf personnes furent condamnées à mort et 23 autres condamnées à des peines de travaux forcés ou d'emprisonnement. Adolphe Lampert, un agent du réseau de renseignement retourné par les Allemands, est à l'origine de son démantèlement par les troupes d'occupation.

## Constitution du réseau
La mise sur pied du réseau Carlot-Louis est connue sur base des renseignements fournis aux enquêteurs allemands et des déclarations des protagonistes lors du procès, au premier rang desquels, Adolphe Lampert, qui, arrêté, livre, en détail, l'ensemble des membres du réseau dont il avait connaissance.
Fin 1914, Victor Ernest, député socialiste suppléant de Charleroi et échevin de Jumet, constitue un réseau de renseignement ferroviaire pour cartographier les différents convois allemands et transmettre ces renseignements via la Hollande au service de renseignement britannique Cameron. Il établit des postes avancés de renseignement à Charleroi, Manage, Saint-Ghislain et Mons. Sa tâche accomplie, il rallie la Hollande pour s'y établir à Flessingue. Le réseau n'est cependant pas assez fourni en hommes si bien qu'il devient nécessaire d'activer de nouveaux relais sur différents nœuds ferroviaires. À cette fin, en juin 1915, il recrute son beau-frère : Adolphe Lampert qui est voyageur de commerce à Bruxelles. L'idée de Victor Ernest est d'en faire un recruteur à son tour et son principal contact en Belgique. Lampert accepte mais se montre soucieux de diminuer les risques. Victor Ernest souhaite développer des antennes de renseignement à Zottegem, Gand, Hal et Tournai. Il rédige des courriers à l'attention de Léonce Roels, notaire à Zottegem, fils du 1er président de la cour d'appel de Gand ; de Jean Jacmin, ingénieur à Hal, « deux belges de vieille roche, animés de l'esprit patriotique le plus pur et le plus élevé ». Il rédige également des courriers dont les destinataires sont Jules Grébet qui gère la coopérative de Tournai et Jean Lampens, échevin à Gand.
Victor Ernest confie les missives à Adolphe Lampert (dit « Louis ») pour qu'il les remette en main propre mais ce dernier préfère recruter la jeune (à peine vingt ans) Herminie Vaneukem qui accepte avec enthousiasme les différentes missions « qui flattaient son humeur aventureuse ». La jeune couturière désœuvrée de Bruxelles devient ainsi « Mademoiselle Rosette »,. Son père, Arille Vaneukem était membre du réseau et était quant à lui basé à Charleroi. Il avait déjà eu l'occasion de porter deux plis contenant les mouvements allemands observés en gare de Charleroi à Adolphe Lampert. Herminie Vaneukem recrute à son tour son amie, Eva Dehant, pour l'aider dans ses différentes missions. « Mademoiselle Rosette » est chargée de transmettre les courriers et, en cas d'accord, de transmettre un flacon d'encre sympathique, le plan des opérations et la clé de chiffrement des messages. Elle mène ses différentes missions avec succès mais avec un succès bien plus mitigé quant à l'acceptation des destinataires à prendre part à une telle entreprise d'espionnage.
Elle débute par se rendre à Zottegem où le notaire Léonce Roels refuse tout d'abord avant de recevoir une seconde missive de Victor Ernest qui s'engageait à le faire décorer après-guerre. Le second courrier et la capacité de persuasion de la jeune Herminie achèveront de le convaincre de prendre part aux opérations de renseignement. Il recrute à son tour un jeune marchand de cigares de Zottegem, Désiré Van den Bossche qui sera son courrier en s'acquittant de la transmission des messages codés à Bruxelles chez les beaux-parents d'Adolphe Lampert, les époux Tissen, qui ignorent tout du réseau. Désiré Van den Bossche tente de développer le réseau à Deinze et recrute Henri Porion [sic]. Le scénario à Ath est à peu près identique. Après un premier refus, Émile Carlier, contacté par Louis Rolland, se résout à accepter et engage à son tour Joseph Vignoble, électro-technicien, à Ath qui recrute à son tour son collègue Arthur Goossens,. À Gand, l'échevin Jean Lampens refuse, puis accepte de recruter des hommes lors d'une seconde entrevue, pour se rétracter ensuite et refuser finalement catégoriquement de s'impliquer lors de la troisième visite de « Mademoiselle Rosette » qui ne s'attendait pas à autre chose. L'échevin qualifie même Victor Ernest d'exalté. À Hal, l'ingénieur Jean Jacmin accepte et recrute Alfred Balthazard dit « Chapelle » pour l'aider dans cette tâche. À Tournai, Jules Grébet accepte mais semble ne faire confiance ni à Herminie Vaneukem, ni à Eva Dehant. Par la suite, lorsque la police allemande perquisitionnera la maison du Peuple, il prendra peur et finira par se rétracter.
Si ce n'est Gand, le réseau est désormais fonctionnel et le rôle d'Adolphe Lampert à cette époque consiste à rétribuer les intermédiaires (de trois à six francs belges par jour, plus les frais de déplacement pour les courriers), à collationner et centraliser à Bruxelles les messages pour les acheminer ensuite vers la Hollande où il se rend deux fois par semaine. Pour ces missions, il perçoit tout d'abord 100 francs belges puis 200 et enfin 225 francs belges par mois.

## Démantèlement, procès, condamnations et exécutions

Vectorisation et traduction de la carte établie par les autorités allemandes en vue du procès de Mons afin de faciliter la compréhension des juges allemands du Feldgericht (Voir l'original allemand).

Le 27 octobre 1915, Désiré Vanden Bossche et Léonce Roels sont arrêtés. Adolphe Lampert est arrêté en décembre et ne tarde pas à être retourné par les Allemands en livrant l'entièreté du réseau qui est rapidement démantelé et les agents arrêtés. 39 personnes sont privées de liberté et interrogées par l'occupant. Les 39 prévenus sont autorisés à être défendus par 11 avocats, il s'agit pour certains de ténors du barreau de Mons : Fulgence Masson, Victor Maistriau, Henri Rolland, Maurice Harmignie assistés de maître André, Winant et Moselman. L'équipe des défenseurs est rejointe par trois confrères bruxellois du Comité de défense gratuite des belges devant les juridictions allemandes en la personne de Mes Dorff, Braun et Kirschen qui plaideront en allemand, et deux du barreau de Gand, Mes Boddaerts et Desaegher.
Un procès, pour des faits qualifiés par les Allemands Eisenbahnspionnage et qui restera connu sous le nom de Grand procès de Mons, est fixé, il doit se dérouler devant le Feldgericht, le tribunal militaire de campagne allemand qui siégera dans la salle des redoutes du théâtre royal de Mons du 29 février 1916 au 1er mars 1916. Le tribunal militaire est composé des officiers allemands des plus hauts grades.
L'acte d'accusation est confus et d'une fort mauvaise facture stylistique, il reprend les déclarations détaillées et nominatives d'Adolphe Lampert qui déclare : « C'est la misère qui m'a poussé à agir ainsi que je l'ai fait et non le patriotisme ». Les autres accusés interviennent ensuite pour corriger ici ou là un point de détail, ou pour signaler qu'ils n'ont jamais transmis de renseignement ou encore, comme Émile Porion qui sera acquitté (mais non son frère), pour dire qu'il n'avait rien à voir dans cette affaire.
Pour la lecture du verdict, on les réunit à nouveau, le soir du 1er mars 1916 vers 22 heures, neuf condamnations à mort sont prononcées (le ministère public en avait requis 17), 18 peines de travaux forcés dont trois à perpétuité et six peines d'emprisonnement. Enfin, six prévenus sont acquittés. Le 2 mars 1916 à l'aube, sept personnes parmi les condamnés à mort sont conduites en camion sur la plaine de Casteau à Masnuy-Saint-Jean où ils sont alignés devant une butte face à un peloton d'exécution qui comporte une cinquantaine de soldats. Ils sont exécutés. Il s'agit d’Alfred Balthazard, Théophile De Ridder, Alfred Ghislain, Jean Jacmin, Arthur Pollet, Léonce Roels, et Désiré Van den Bossche. Adolphe Lampert échappe à la peine capitale en raison de sa bonne intelligence avec l'ennemi et Herminie Vaneukem, en raison probable de son âge, de sa condition féminine qui n'avait cependant pas empêché les Allemands d’exécuter Edith Cavell quatre mois plus tôt et du plaidoyer subtil de son avocat, Me Thomas Braun, qui avait interpellé le tribunal en ces termes :

« Messieurs les généraux, plusieurs d'entre vous, sûrement, ont des filles de l'âge d'Herminie ; elles en ont la fraîcheur, elles en ont les chansons. Un jour viendra où il vous sera donné de les revoir, de les embrasser, de vous retrouver avec elles dans la paix et la chaleur de votre foyer. Au coin du feu, sous la douce lumière de la lampe familiale, un soir, elles vous interrogeront et vous diront : « Père, raconte-nous donc les belles histoires du temps où tu faisais la guerre ? » Vous accéderez à leur désir, parce qu'il n'est point de père, allemand, belge ou français, qui ne cède à semblable requête. Vous leur parlerez du procès de Mons, le plus important procès d'espionnage surgi à ce jour ; vous leur parlerez — vous ne pourrez pas ne pas parler — de la petite Herminie, du rôle qu'elle a joué, de la façon dont elle l'a joué… Et lorsque votre fille, mon général, vous demandera, anxieusement, ses yeux dans vos yeux : « Père, toi qui tenais le sort de cette jeune fille entre tes mains, qu'as-tu fait ? » Dites-moi, qu'aimerez-vous mieux pouvoir lui répondre : « Je l'ai fait fusiller » ou « Je l'ai graciée »…. »

Peu en importe les raisons, le tribunal allemand s'il prononça la peine de mort de la jeune fille introduisit lui-même un recours en grâce par lequel sa peine fut commuée en une peine de travaux forcés à perpétuité. 
Le 2 mars 1916 également, le gouverneur général en Belgique, présent à Mons, Moritz von Bissing qui avait entériné la décision du tribunal militaire fait paraître un avis destiné à frapper les esprits au sein de la population belge. 

### Avis du Gouvernorat militaire allemand du 2 mars 1916
« Par jugement du 1er mars 1916 du tribunal de campagne, les personnes désignées ci-après ont été condamnées aux peines suivantes pour trahison commise pendant l'état de guerre, en transmettant des renseignements relatifs aux transports de troupes ou pour n'avoir pas prévenu l'autorité allemande : 

À la peine de mort :

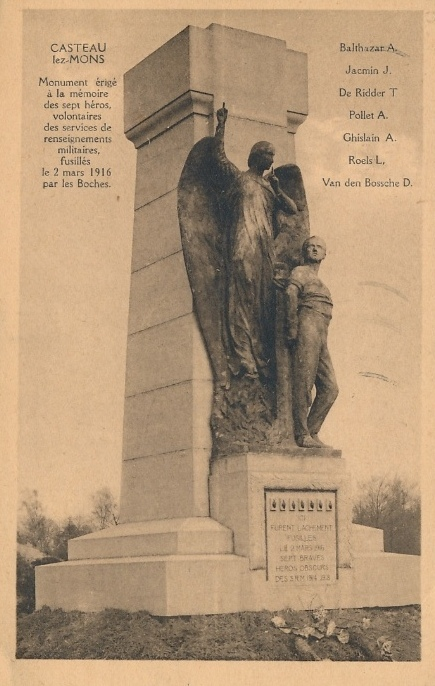
Le mémorial inauguré en 1928 à Masnuy-Saint-Jean.

1. — Adolphe Lampert , voyageur de commerce, à Bruxelles ;

2. — Herminie Vaneukem, couturière , à Bruxelles ;

3. — Théophile De Ridder, tapissier, à Bruxelles ;

4. — Léonce Roels, notaire , à Sotteghem ;

5. — Jean Jacmin, ingénieur, à Hal ;

б. — Alfred Balthazar, électro-technicien, à Hal;

7. — Arthur Pollet, charron, à Manage ;

8. — Alfred Ghislain, voyageur de commerce, à Hornu ;

9. — Désiré Van den Bossche, marchand de cigares, à  Sotteghem ;

Aux travaux forcés à perpétuité :

10. — Léopold Gesp, ouvrier, à Turnhout ;

11. — Edouard Van Gelder, ouvrier, à Turnhout ;

12. — Alfred Wibert, garde-barrière , à Boussu :

À 15 ans de travaux forcés :

13. — Joseph Vignoble, électro-technicien, à Ath ;

14. — Arthur Goossens, électro-technicien, à Ath;

15. — Alphonse Mateu, garde-barrière , à Boussu ;

16. — Arille Vaneukem, manœuvre , à Marcinelle ;

17. — Eva Dehant, couturière , à Bruxelles;

18. — Victor Vandeborne, coiffeur, à Hal ;

19. — Jules Grébet, gérant, à Tournai.

À 12 ans de travaux forcés :

20. — Henri Poriau, tailleur, à Sotteghem.

À 10 ans de travaux forcés :

21. — Léopold Bonnami, électro-technicien, à Hal ;

22. — Épouse Louise Pollet, à Manage ;

23. — Omer Poriau, tailleur, à Sotteghem ;

24. — Remy Boone, employé de bureau , à Anvers ; 

25. — Pierre Vandeborne, dessinateur, à Hal ;

26. — Boniface Tissen, surnuméraire au cadastre , Bruxelles.

À 3 ans de travaux forcés :

27. — Emile Carlier, gérant, à Ath.

À 4 mois de prison :

28. — Émile Poriau, tailleur, à Sotteghem ;

29. — Maurice Michels, voyageur de commerce , à Deinze ;

30. — Gustave Barbieux, typographe , à Tournai ;

31. — Jean Lampens, premier échevin, à Gand ;

32. — Emmanuel Droeshout, conducteur de train, à Gentbrugge.

À 3 mois de prison :

33. — Marcel Liebert, industriel, à Gand.

Ont été acquittés :

34. — Gustave Michels, employé de fabrique , à Deinze ;

35. — Eugène Vercautère, chaudronnier, à Tournai ;

3б. — Florentin-Joseph Huart, instituteur retraité , à Antoing ;

37. — Louis Lemaire, tailleur de pierre , à Antoing ;

38. — Hubert Tissen, imprimeur, à Bruxelles ;

39. — François Toch, machiniste , à Gentbrugge.
Roels, De Ridder, Jacmin , Balthazar, Pollet, Ghislain et Van den Bossche, condamnés à mort, ont été fusillés ce jour.
En outre , les personnes suivantes ont été condamnées par jugement du 26 février 1916 du tribunal de campagne aux peines désignées ci-dessous, pour tentative de trahison entreprise pendant l'état de guerre en essayant de faire passer des recrues à l'ennemi ou pour avoir prêté aide à cette tentative :

À 10 ans de travaux forcés :

1. — Edgar Pépin, étudiant en médecine, à Pâturages; 

À 3 ans et 3 mois de travaux forcés :

2. — Adolphe Tacnière , menuisier, à Pâturages :

3. — Paul Ruelle, marchand , à Pâturages;

4. — David Ruelle, houilleur, à Pâturages.

À 1 an de travaux forcés :

5. — Charles Honorez , houilleur, à Wasmes.

À 3 mois de travaux forcés pour n'avoir pas prévenu l'autorité allemande :

6. — Épouse Antoinette Honorez, à Wasmes.

A été acquitté :

7. — Louis Pépin, représentant à la Chambre et bourgmestre de Pâturages.

Mons, le 2 mars 1916.

Le gouverneur militaire [du Hainaut], von Gladiss.
Je porte l'avis précédent à la connaissance de la population de tout le territoire placé sous mon autorité .
Le gouverneur général en Belgique, von Bissing, General-colonel. »

## Épilogue
L'exécution provoque l'indignation et la stupeur de la population. Le barreau de Mons fait dire une messe solennelle en la collégiale Sainte-Waudru. En Belgique, L'écho de la Belgique publie la liste des condamnés. En France, des médias de presse écrite comme L'Humanité ou Le Temps relaient également dans leurs colonnes l'événement et le nom des condamnés,.
Après son jugement, Adolphe Lampert sera encore au service à Bruxelles de la Zentralpolizeistelle pour laquelle il servit de mouton à Saint-Gilles pour infiltrer deux autres réseaux de renseignement avec lesquels il avait été en contact.
Après guerre, Adolphe Lampert sera jugé et condamné à vingt années de réclusion pour trahison.
Il meurt en 1940 lors d'un bombardement de la ville côtière de La Panne[réf. souhaitée].

## Mémorial
Un mémorial est inauguré à Casteau sur le lieu même de leur exécution, le 8 juillet 1928 par le Duc de Brabant, le futur Léopold III et sa jeune épouse, Astrid. Cette initiative avait été portée par l'Abbé Liévin Thésin qui fut à partir de 1916, espion au sein du réseau Biscops et fondateur de sa branche hainuyère, le service Sacré-Cœur. Lors de la construction de l'avenue d'Ottawa il est déplacé de quelques mètres non loin de l'angle que l'avenue forme avec la chaussée Brunehaut. La sculpture, les sept fusillés de Casteau, a été réalisée par Jules Jourdain. Lors de la Seconde Guerre mondiale, la sculpture en bronze est enterrée non loin, dans un jardin adjacent, pour éviter sa destruction par les Allemands. Aujourd'hui, seul le socle du mémorial subsiste, la sculpture ayant été dérobée en 2014.